# ميك (سقز)
قرية ميك (بالكردية: میک) هي إحدى القرى التابعة لـذو الفقار في ريف قسم سرشيو من مقاطعة سقز، في محافظة كردستان الإيرانية.

## السكان
حسب إحصاءات سنة 2006، بلغ إجمالي السكان في ميك 289 نسمة وعدد المساكن 52 مسكن. لغة سكان ميك هي اللغة الكردية و هم من أهل السنة والجماعة والمذهب الشافعي.